# Майск (Могилёвская область)
Майск (бел. Майск) — деревня в составе Мощаницкого сельсовета Белыничского района Могилёвской области Республики Беларусь.
До декабря 2012 года входила в состав упразднённого Эсьмонского сельсовета.

## История
В 1676 году упоминается как деревня Пупса в Оршанском повете ВКЛ.

## Население
- 2010 год — 72 человека